# Didier Reynders

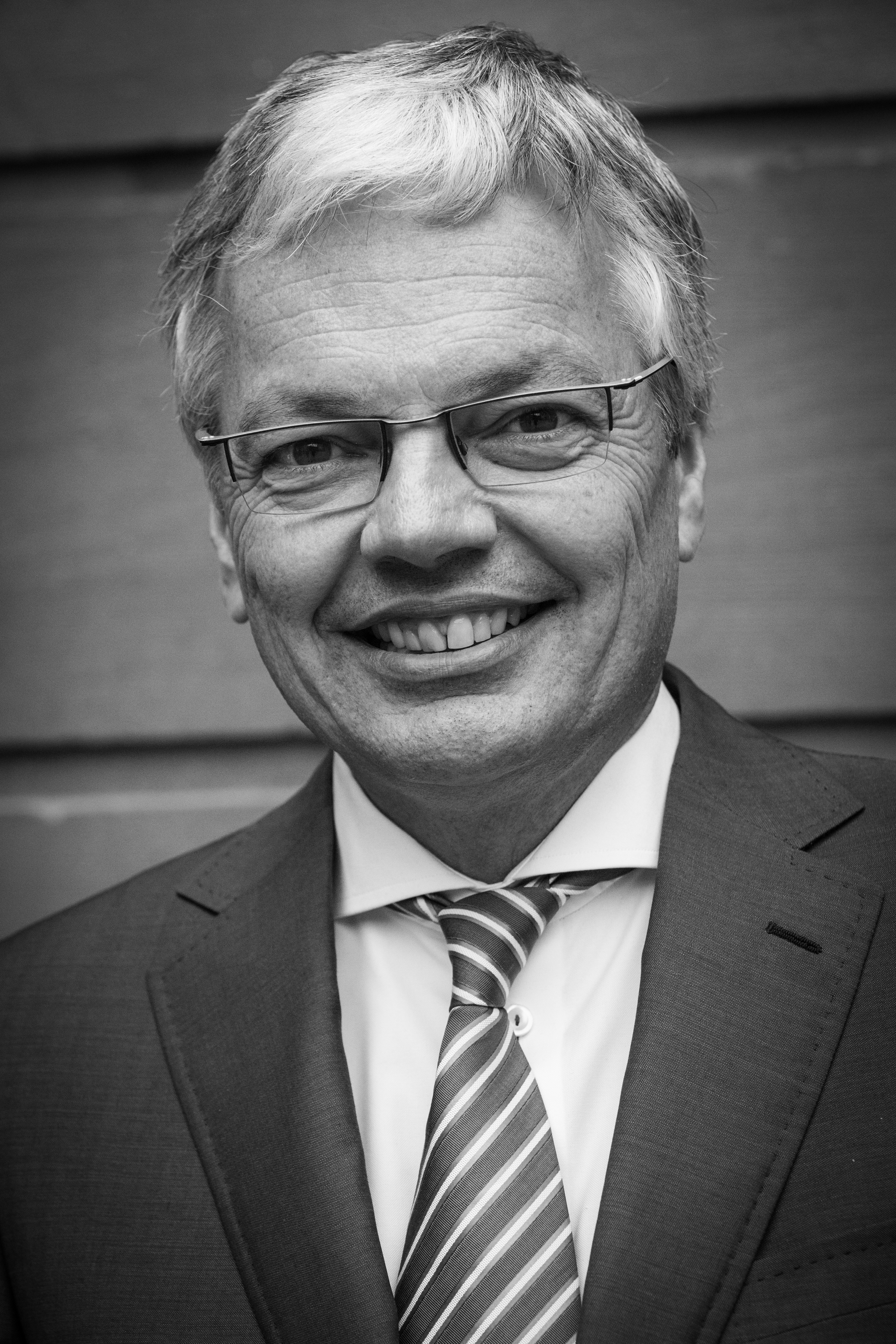
Didier Reynders, 2014.

Didier J. L. Reynders (Lieja, 6 d'agost de 1958) és un polític való, que actualment és president del Mouvement Réformateur i que ha estat alguns cops ministre del Govern Federal de Bèlgica.

## Carrera política
És el més petit de tres germans. Estudià dret a la Universitat de Lieja i es llicencià el 1981. En els anys 1980 es va introduir en la política de la mà de Jean Gol; fou director general del departament de poders locals del Ministeri de la Regió Valona (1985-1988) i de 1986 a 1991 fou president de la NMBS/SNCB i el 1988 regidor de Lieja. De 1991 a 1993 fou president de la Societat Nacional de Vies Aèries. També és professor de l'Escola d'Administració de la Universitat de Lieja (HEC-ULg).
Escollit diputat per primer cop a les 1992, fou president del grup parlamentari del PRL el 1995-1999. Després de les eleccions legislatives belgues de 1999 fou ministre de finances de Bèlgica en el primer govern de Guy Verhofstadt. Durant el 2001 fou president de l'Eurogrup (reunió de ministres de finances de la zona euro) i de l'ECOFIN.
L'u d'octubre de 2004 fou elegit president del Mouvement Réformateur, partit del que ja n'era vicepresident des de 1992. Després de les eleccions legislatives belgues de 2007 va formar part dels governs de Guy Verhofstadt (2007), Herman Van Rompuy (2008) i Yves Leterme (2009) com a ministre d'economia. Després de la crisi de Brussel·les-Halle-Vilvoorde d'abril de 2010, Albert II de Bèlgica el nomenà informador de cara a la formació d'un nou govern de coalició després del fracàs de les negociacions amb Jean-Luc Dehaene.
El desembre de 2021, Reynders es va reunir amb membres de SCC malgrat que l'associació unionista no estava registrada oficialment al registre de transparència de la Comissió Europea, provocant una queixa formal dels eurodiputats catalans.

## Obres
- Parlons-en, 2007, éditions Luc Pire.